# Hjalmar Branting
Karl Hjalmar Branting (Estocolmo, 23 de Novembro de 1860 – Estocolmo, 24 de Fevereiro de 1925) foi um político sueco.
Foi um dos fundadores do Partido Social-Democrata da Suécia (1889). Deliniou o rumo do partido, como um partido reformista, agindo pacificamente dentro dos marcos do parlamentarismo. Liderou o primeiro governo social-democrata, ocupando o lugar de primeiro-ministro em três ocasiões diferentes.

Foi delegado sueco para o Conselho da Liga das Nações, tendo sido agraciado com o Nobel da Paz em 1921.